# 平盛貞
平 盛貞（たいら の もりさだ、1280年代 - 没年不詳）は、鎌倉時代後期の武士。北条氏得宗家の御内人、内管領・平宗綱の子。

## 系譜
- 父∶平宗綱
- 母∶不詳